# 佛羅里達州中部旅遊監督區
佛羅里達州中部旅遊監督區（Central Florida Tourism Oversight District, CFTOD），曾名蘆葦溪改善區（Reedy Creek Improvement District, RCID），是華特迪士尼世界度假區土地的管轄區域和特殊稅收區。它包括佛羅里達州橙縣和奧西歐拉縣內的39.06平方英里（101.2平方公里）。它行使與縣政府大致相同的權限和責任。它包括湾湖和比尤纳维斯塔湖以及未劃入城市的土地。
該區域於2023年2月27日創建，當時佛羅里達州議會通過了第9B號法案，以取代1967年在華特迪士尼世界規劃階段時由華特·迪士尼及其同名媒體公司提出的蘆葦溪改善法案。當初華特·迪士尼在游說佛羅里達州政府建立原始的蘆葦溪改善區時，提出了“實驗性原型社區”（EPCOT）的概念，這是一個真實的計劃社區，目的成為新城市生活創新的試驗場。然而，該公司最終放棄了華特·迪士尼對實驗城市的概念，將其用途回歸到建造一個與其他樂園相似的度假勝地。
在蘆葦溪改善區時期，迪士尼在該管轄區具有政府機構的權限，然而不受政府機構的約束。但這在2023年通過的法案之下發生變化，該法賦予佛羅里達州州長指定其董事會成員的權力，取代了原始由華特迪士尼公司控制的五名督察委員會成員，儘管該公司是該區域的多數土地所有者。
2022年4月，佛羅里達州議會通過一項法律，廢除了RCID和1968年11月5日之前成立的其他特殊區。佛羅里達州議會的一些成員和政治評論家表示，這一舉措是對迪士尼反對具有爭議性的教育權利法案的報復，該法案被其批評者稱為“不談同性戀”法案。該法律將於2023年6月生效，屆時RCID將被解散；然而，尚不清楚RCID擁有的10億美元債務將發生什麼情況。2023年2月9日和10日，州議會投票恢復了大多數變更；將RCID董事會的五名由迪士尼選擇的成員替換為由州長任命的五名成員；並取消了區域的部分權限，例如建造核電廠、機場和體育場。該區的名稱在2023年2月27日由佛羅里達州長羅恩·德桑蒂斯簽署法案當天更改。2023年4月26日，迪士尼對德桑蒂斯提起訴訟；2024年3月27日，迪士尼尋求和解。